# Eucalyptus jacksonii
Eucalyptus jacksonii is een groenblijvende boom uit de mirtefamilie (Myrtaceae). De soort komt van nature voor in het zuidwesten van West-Australië. Hij wordt tot 60 meter hoog. In Australië wordt de boom doorgaans de 'Red Tingle' genoemd.

## Kenmerken
'Eucalyptus jacksonii wordt tot 60 meter hoog, met een diameter tot ongeveer 4,5 meter. De boom is lang, recht en heeft een dichte kroon.
De schors is grijs met een roodachtige tint, vezelachtig, dik, gegroefd en vasthoudend.
De jonge blaadjes groeien tegenoverstaand in verschillende paren. Ze zijn 4-10 × 3-6 cm groot, breed lancet- tot bolvormig, bleker aan de onderkant, dun en hangen aan korte stengels. De volwassen bladeren groeien verspreid. Ze zijn 8-18 × 1,5-2 cm groot, smal tot breed lancetvormig, lichtjes bleker aan de onderkant en hangen aan een stengel. De nervatuur is zwak tot matig opvallend. De zijnerven liggen in een hoek van 35 à 60° tot de middennerf.
De boom bloeit van januari tot februari en produceert zowel nectar als pollen. De knoppen zijn 6-7 × 5-6 mm groot en hebben korte stengels. De bloem staat op een okselstandige, lang-cilindrische, 5-10 mm lange stengel. Ze bestaat uit een drie- tot zesbloemig scherm. Het operculum is halfrond tot bot kegelvormig en korter dan de peervormige bloembodem.
De vrucht is 8 × 9 mm groot op een korte stengel. Ze is bolvormig.
Het hout is rood, splijtbaar, matig licht, zeer stevig en sterk en matig duurzaam. Beschikbaarheid beperkt het gebruik van het hout.

## Habitat
De boom groeit van nature in het zuidwesten van West-Australië, in een zone waar de gemiddelde jaarlijkse neerslag tussen 1.300 en 1.500 mm bedraagt. Hij groeit in de heuvels langs de kust in rode diepe leemgrond.

## Taxonomie
De boom werd voor het eerst beschreven door Joseph Henry Maiden in 1913. Hij werd vernoemd naar Sydney William Jackson (1873–1946).
Eucalyptus jacksonii (red tingle) wordt samen met Eucalyptus brevistylis (Rate's tingle) en Eucalyptus guilfoylei (yellow tingle) tot de tinglebomen gerekend. De term 'tingle' is van afkomst vermoedelijk Aborigines.

## Galerij

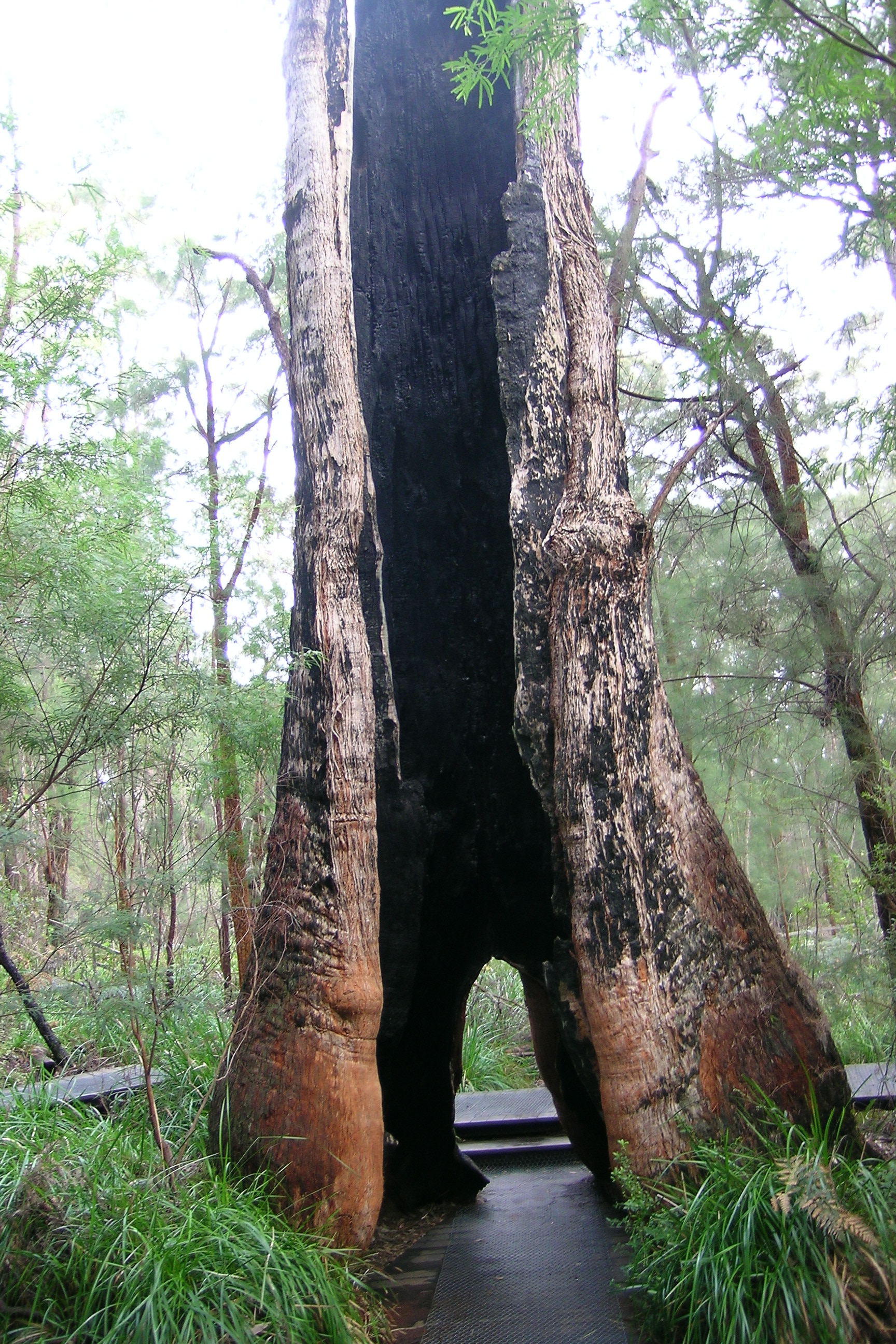
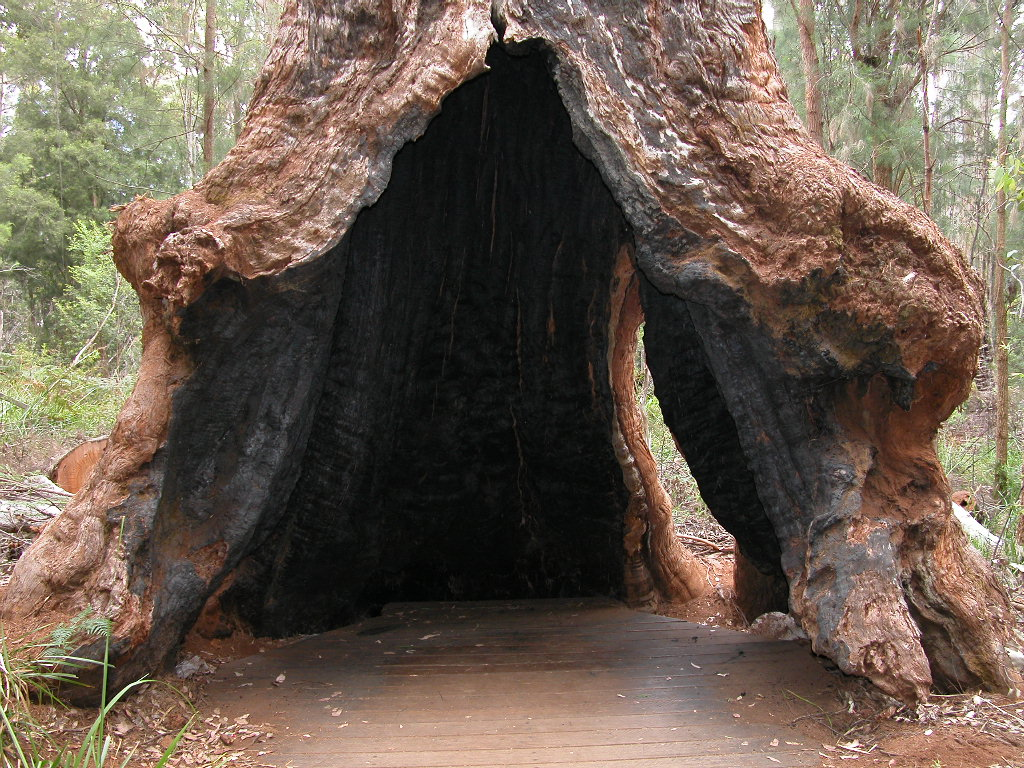
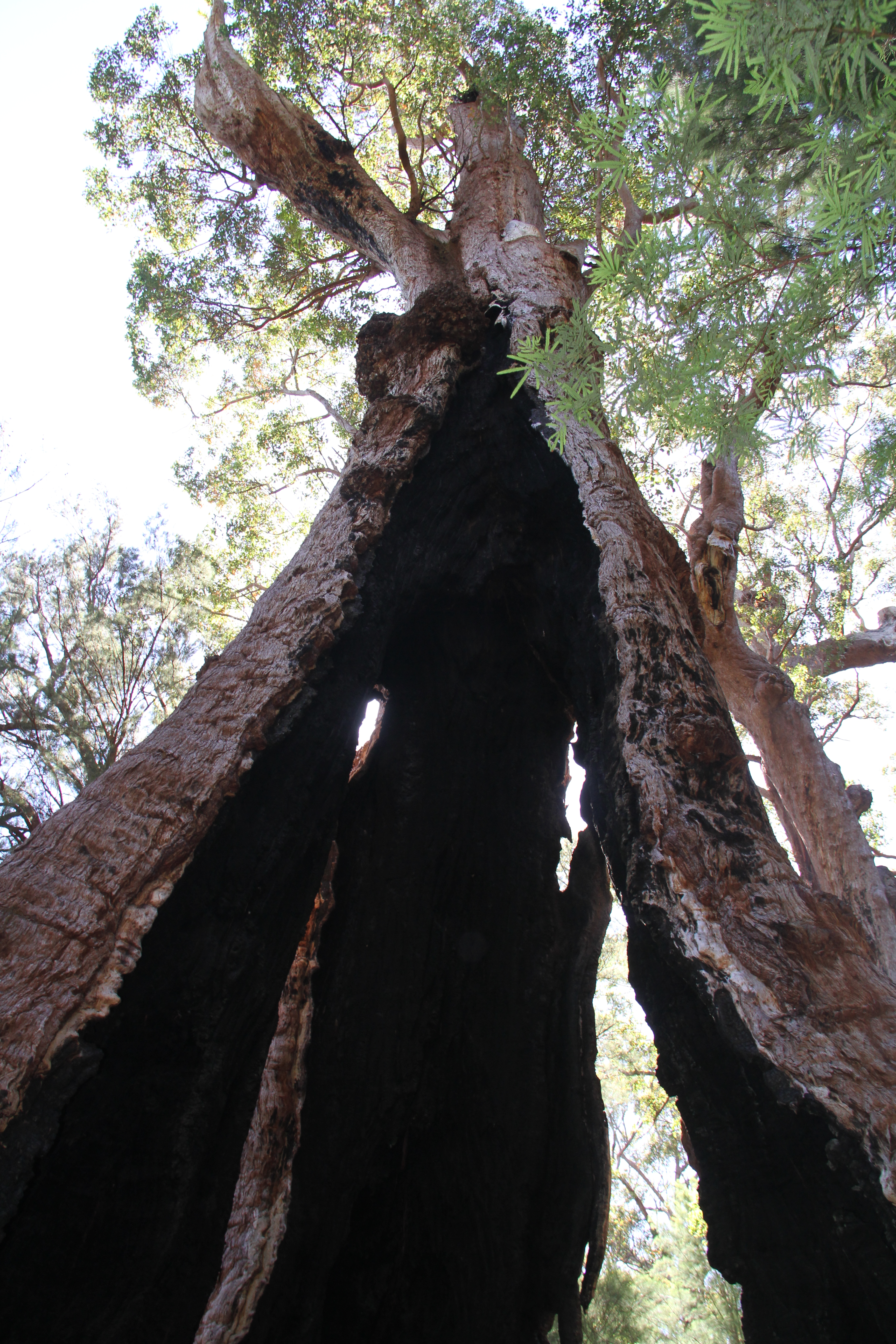
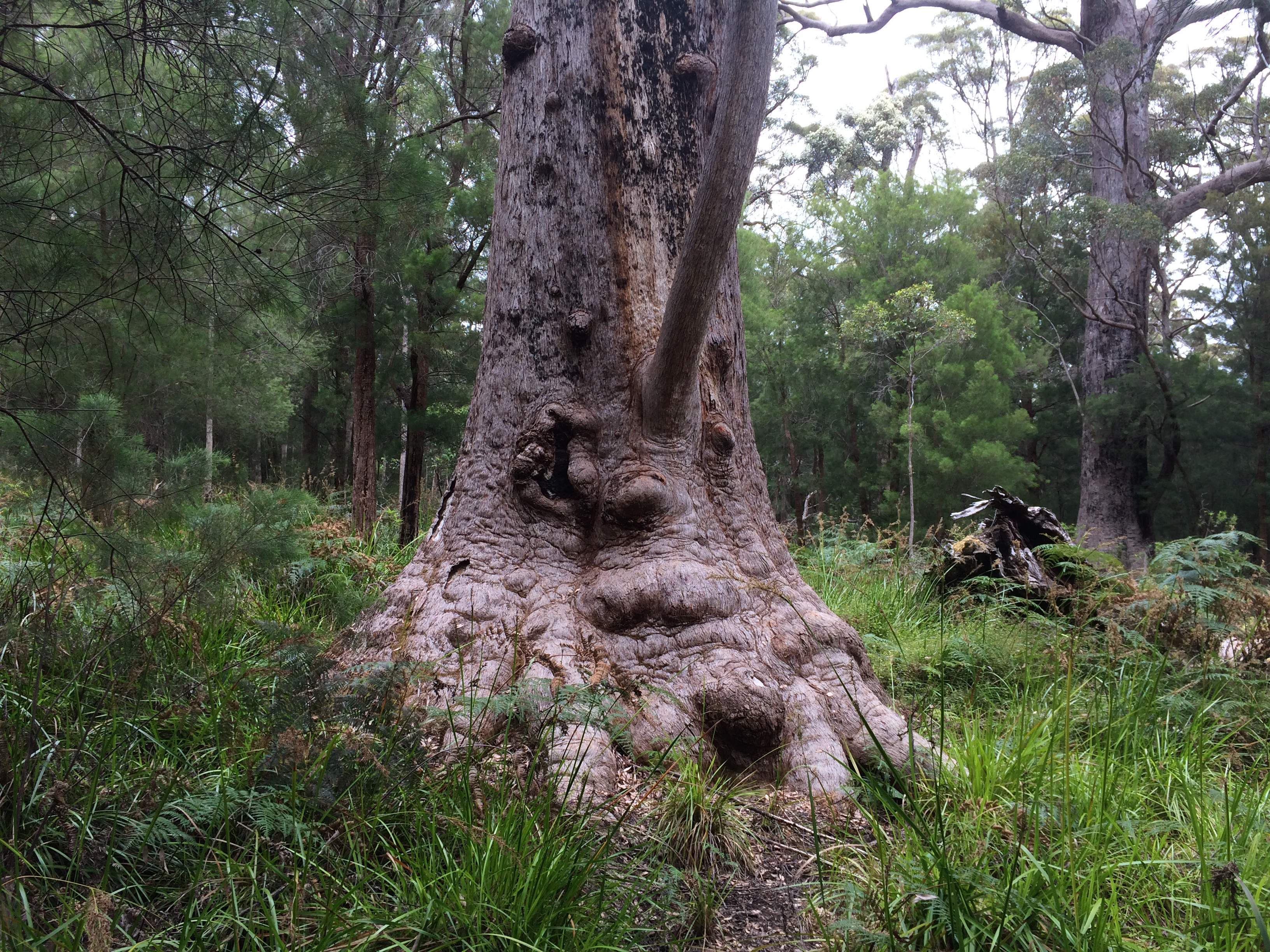
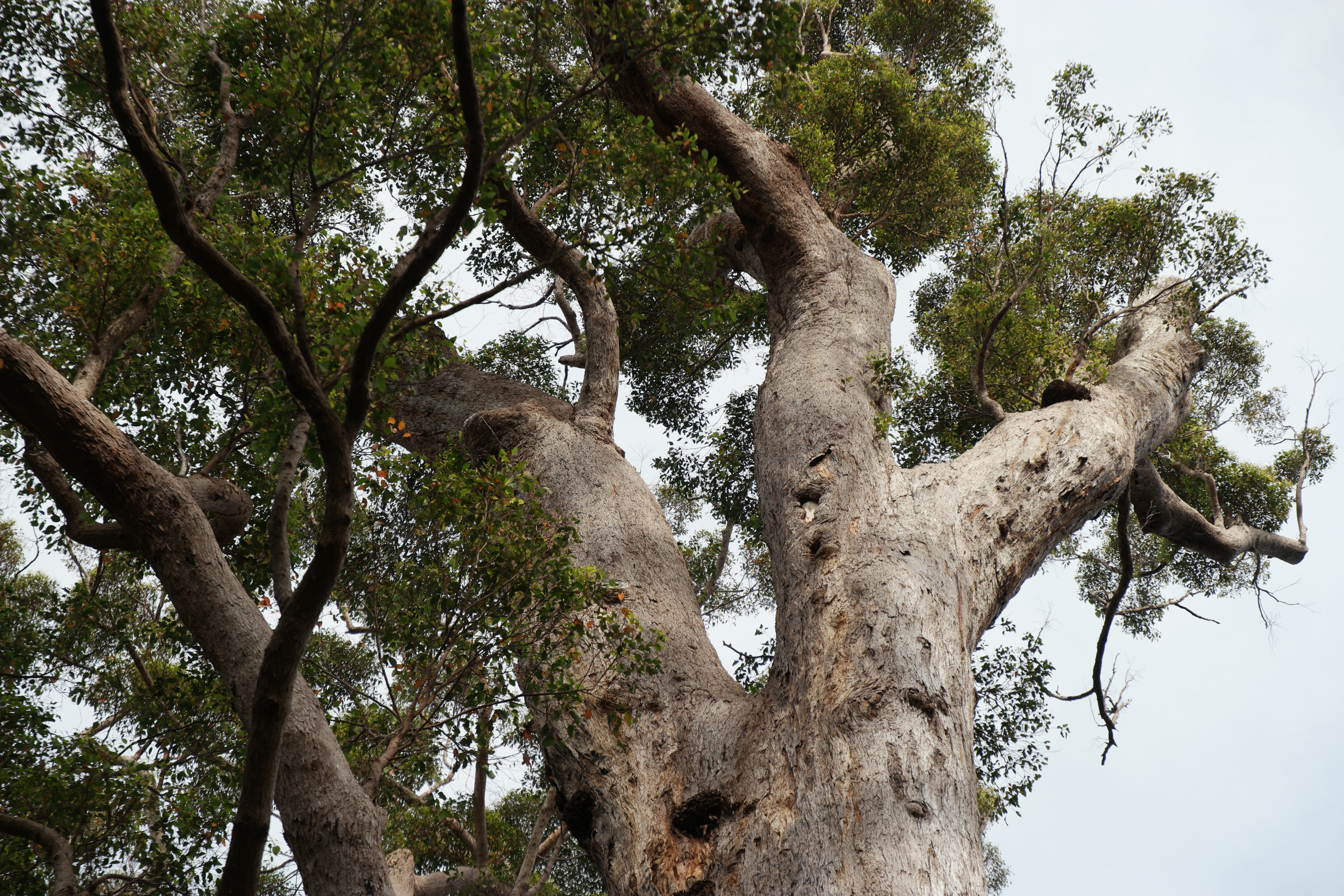
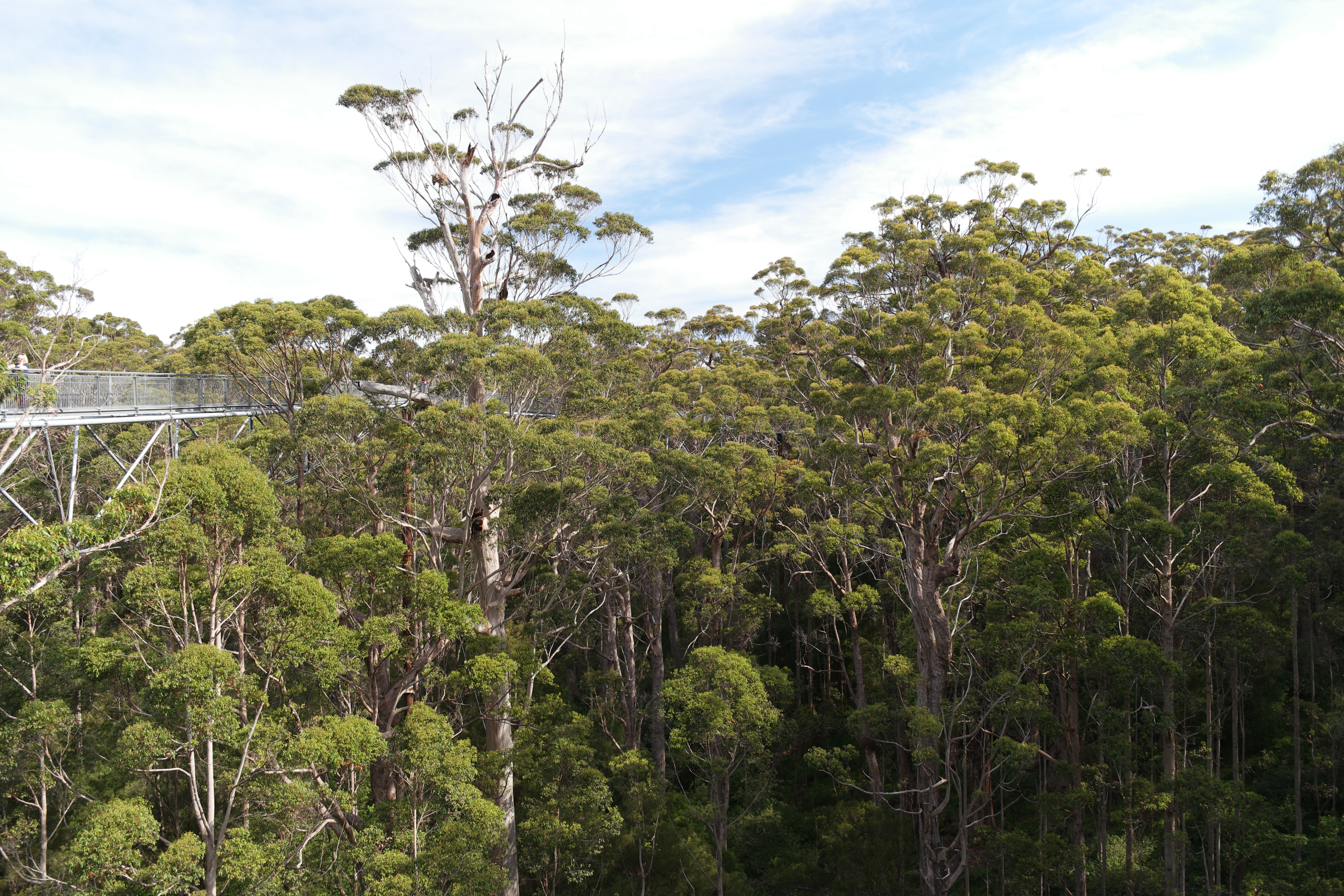

... · 
E. brevistylis · 
E. camaldulensis · 
E. diversicolor (Karri) · 
E. erythrocorys · 
E. eudesmioides · 
E. globulus (Blauwe gomboom) · 
E. gomphocephala · 
E. guilfoylei · 
E. gunnii (Cidergomboom) · 
E. jacksonii · 
E. loxophleba · 
E. marginata (Jarrah) · 
E. rudis · 
E. viminalis (Suikereucalyptus) · 
E. wandoo (Wandoo) · 
...